# Bence Pávkovics
Bence Pávkovics (Mohács, 27 marzo 1997) è un calciatore ungherese, difensore del Vasas.

## Caratteristiche tecniche
È un difensore centrale.

## Club
Cresciuto nel settore giovanile del Pécs, ha esordito in prima squadra il 29 maggio 2015 in occasione del match di campionato vinto 2-1 contro il Nyíregyháza.